# 圣安德肋堂 (巴约讷)
圣安德肋堂（法語：Église Saint-André de Bayonne）是一座罗马天主教堂区教堂、新哥特式建筑，位于法国大西洋比利牛斯省巴约讷市中心的小巴约讷（Petit Bayonne）社区。奉圣安德肋为主保圣人。

## 历史
这座教堂是由建筑师 Hippolyte Durand 和Hippolyte Guichenne设计，建于1856年至1869年间，拿破仑三世统治时期，采用新哥特式建筑 风格。此处原为一所杨森派高中。建造资金主要来自1847年去世的银行家雅克•陶林•德洛曼（Jacques Taurin de Lormand）的几笔捐款（总额超过500万法郎）。市议会另外拨款来完成这项工程和购买家具。教堂于1862年3月7日祝圣。附近的嘉布遣会教堂被拆除。
1895年12月13日，由于地面潮湿，部分拱顶倒塌在管风琴上。由于74米高的尖顶太重，1901年被拆除， 1903年代之以现在的两座塔楼。

## 建筑
教堂为拉丁十字平面，设计灵感来自13世纪的哥特式教堂，前面有两座钟楼，教堂内部有一幅巴约讷的里欧·博纳（1833-1922）的画作，描绘圣母升天。另一幅画作《圣家》是巴约纳的约瑟夫·帕斯科（Joseph Pascau，1875-1944）所绘。管风琴于1862年由拿破仑三世捐赠，1836年4月9日安装。它是由波尔多的让·雅各布·戈蒂（Jean-Jacob Götty）和乔治·温纳（Georges Wenner）制作的，有32个音栓和3层手键。2002年，管风琴登记为法国历史遗迹。

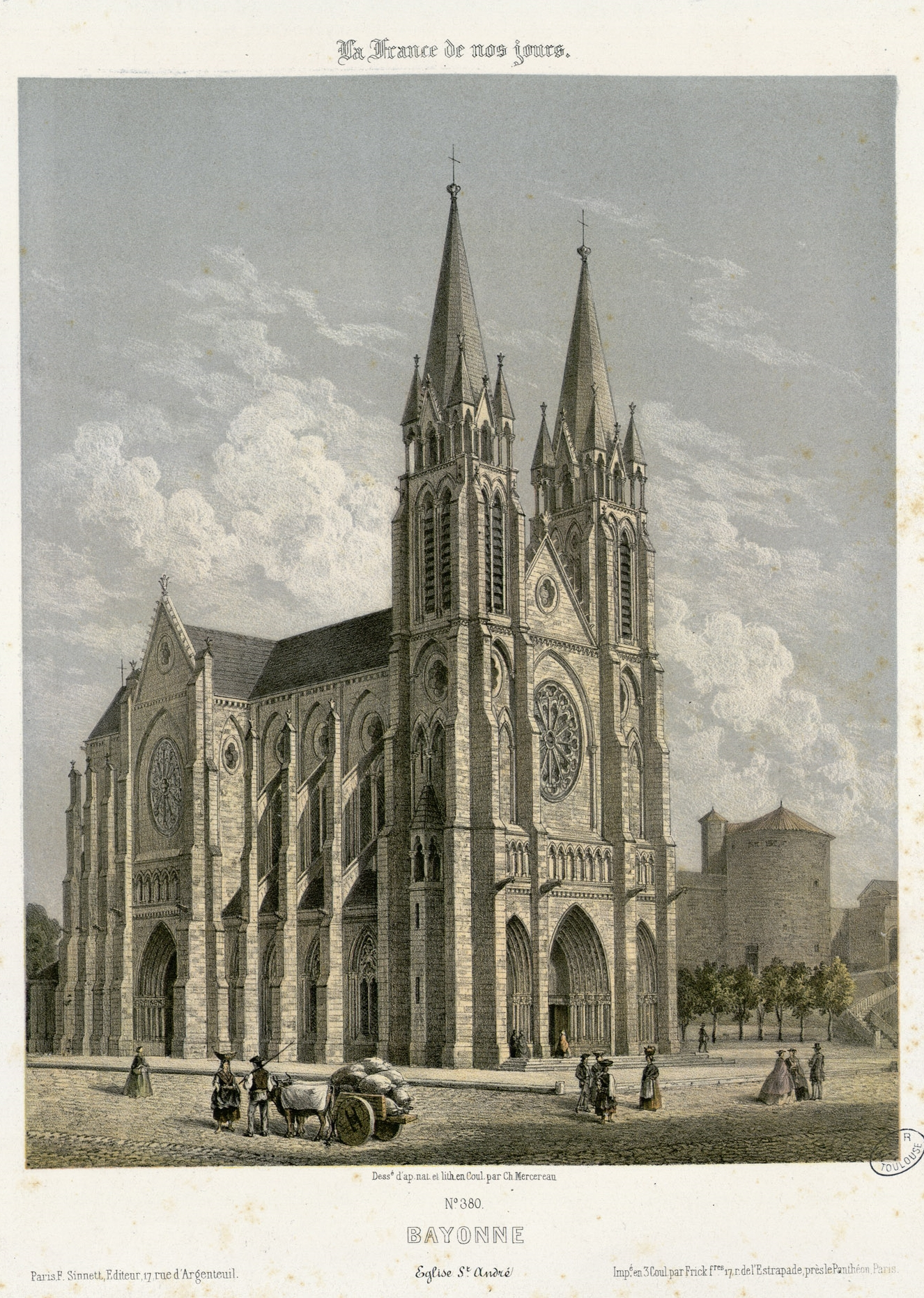
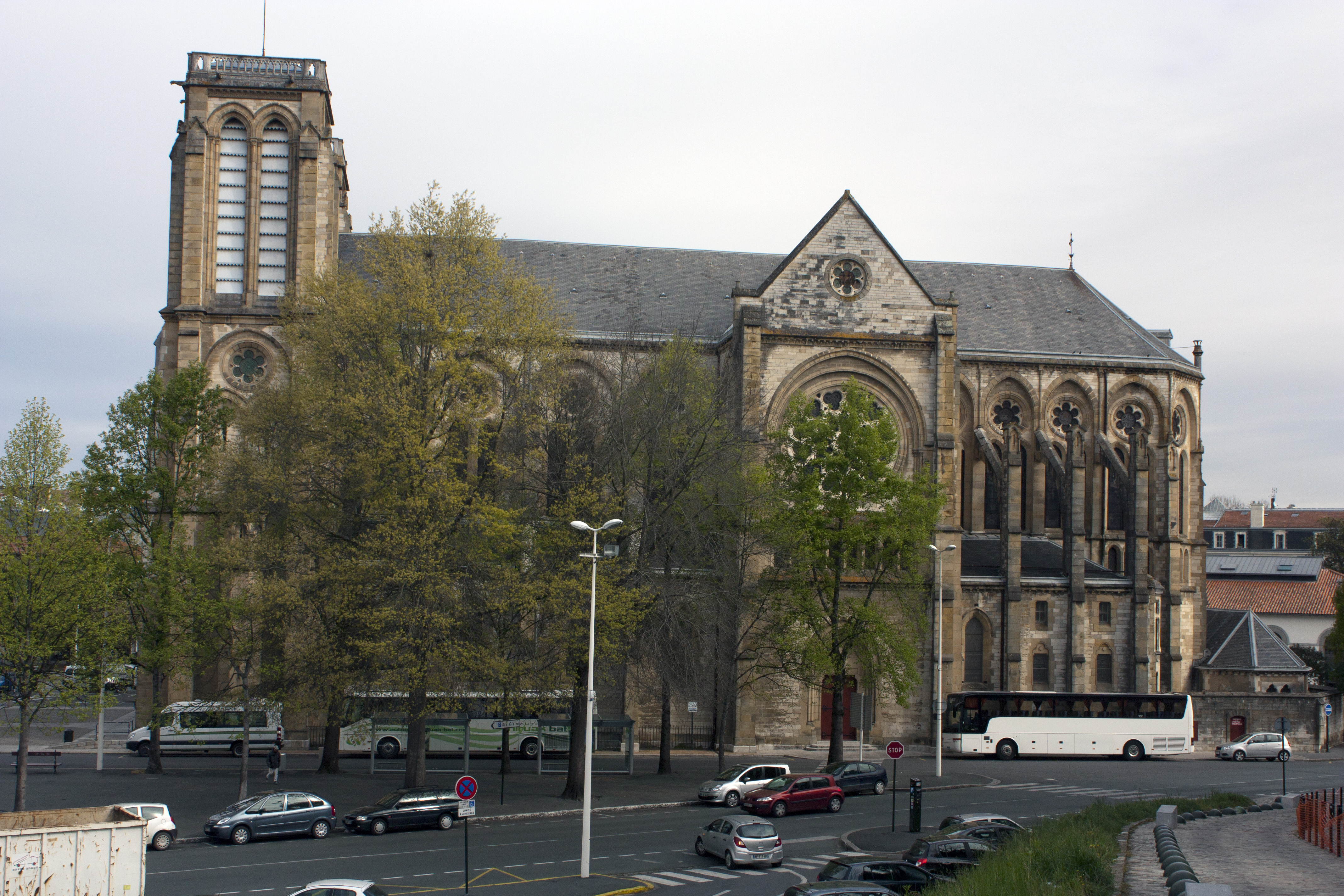
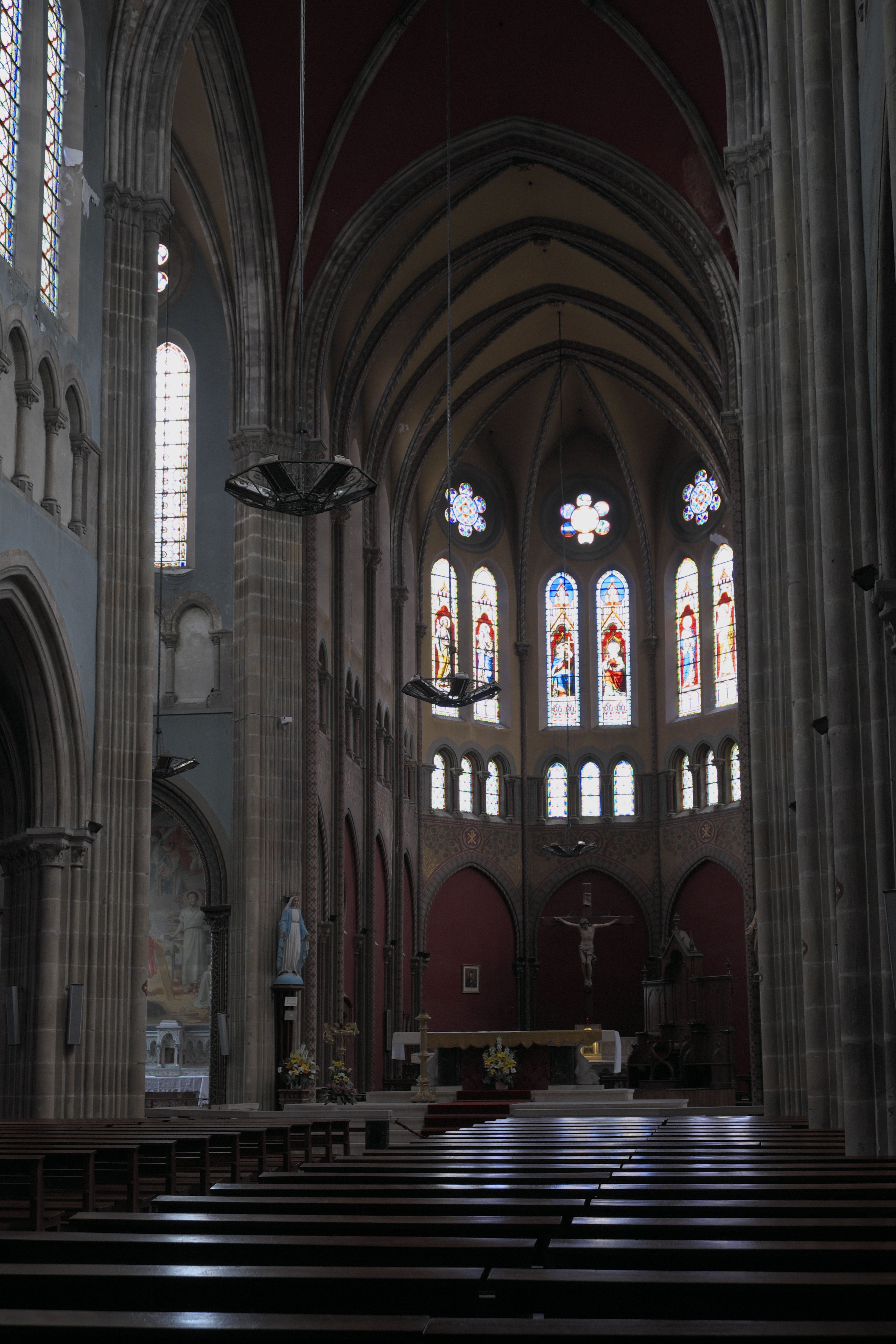